# Red River (Kechika River)
Der Red River (englisch für „roter Fluss“) ist ein ca. 135 km (einschließlich Quellflüssen: 155 km) langer linker Nebenfluss des Kechika River in der kanadischen Provinz British Columbia.

## Flusslauf
Das Quellgebiet des Red River liegt in den Cassiar Mountains. Der Fluss hat seinen Ursprung in einer kleinen Seenlandschaft nördlich des Looncry Lake auf einer Höhe von 950 m. Er fließt anfangs 25 km nach Norden. Anschließend wendet er sich 7 km nach Osten, danach 10 km nach Südosten gefolgt von weiteren 15 Kilometern in östlicher Richtung. Er trennt auf diesem mittleren Flussabschnitt die Cassiar Mountains von dem weiter nördlich gelegenen Dease-Plateau (Dease Plateau). Bei Flusskilometer 55 mündet der Deadwood River, der bedeutendste Nebenfluss, von Süden kommend in den Red River. Im etwa 30 km langen Unterlauf durchquert der Red River in überwiegend ostnordöstlicher Richtung nördlich des Aeroplane Lake die Liard-Ebene (Liard Plain). Der Red River trifft schließlich auf einer Höhe von 530 m auf den nach Norden fließenden Kechika River. Der Red River weist ein stark mäandrierendes Verhalten mit zahlreichen engen Flussschlingen auf.